# Therapeutae
De Therapeutae (therapeuten) waren een groep joodse asceten uit het begin van de jaartelling. Ze leefden aan het meer van Mareotis nabij Alexandrië, maar het is onbekend hoeveel contact ze onderhielden met de grote Joodse gemeenschap daar. De Therapeutae bestonden uit zowel mannen als vrouwen, die gelijkwaardig waren. Ze leidden een sober maar goed georganiseerd leven. De leden studeerden en mediteerden zes dagen in afzondering. Op de zevende dag kwamen ze bijeen om te luisteren naar een oudere, hielden ze een gezamenlijke maaltijd, en volgde een wake waarbij in twee koren werd gezongen. Die duurde tot de ochtend, wat zou resulteren in een soort dronkenschap van liefde voor God.
De enige bron over deze groep is De via contemplativa van Philo van Alexandrië, die zelf enige tijd bij de Therapeutae doorbracht. Over de historische achtergrond van de sekte is niets bekend. Vanwege de overeenkomsten met Flavius Josephus' beschrijving van de Essenen, worden ze wel met deze groepering in verband gebracht. Ze worden gezien als voorlopers van de vroege, ascetische, christelijke monniken of woestijnvaders.